# Leporinus despaxi
Leporinus despaxi és una espècie de peix de la família dels anostòmids i de l'ordre dels caraciformes.

## Morfologia
- Els mascles poden assolir 16 cm de llargària total.[4]

## Hàbitat
Viu en zones de clima tropical.

## Distribució geogràfica
Es troba a Sud-amèrica: conques fluvials costaneres de la Guaiana Francesa entre els rius Maroni i Oyapock.